# Апфель, Артур
Артур Апфель (англ. Arthur Apfel; 22 октября 1922, Йоханнесбург — 15 сентября 2017, там же) — южноафриканский и британский фигурист, выступавший в одиночном катании. Бронзовый призёр чемпионата мира (1947) и чемпион  Великобритании (1947).

## Биография
Впервые встал на коньки в сентябре 1936 года на одном из южноафриканских фестивалей. В следующем году в Спрингфилде, пригороде Йоханнесбурга, был открыт каток, где Апфель проводил постоянные тренировки, успешно повышая навыки катания. Но отсутствие в Южной Африке соревнований по фигурному катанию, побудило его переехать в Великобританию в 1938 году. Жил в лондонском предместье Туикенеме, а тренировался в Ричмонде под руководством Арнольда Гершвилера.
До начала Второй мировой войны регулярно участвовал в соревнованиях и был известен способностью выполнять вращения на высокой скорости. В 1947 году стал победителем чемпионата Великобритании. В том же году на первых послевоенных первенствах Европы и мира финишировал четвёртым и третьим соответственно. Бронзу чемпионата мира 1947 завоевал оказавшись позади Дика Баттона и Ханса Гершвилера, который тренировался у своего дяди Арнольда Гершвилера.
В 1948 году завершил соревновательную карьеру и вернулся в Южную Африку, где начали открываться новые катки. Он катался в ледовых шоу, подготовив как одиночную, так и парную программу. Совместно с Лией Ром был организован номер для ледового шоу, в котором они выступали на ходулях. Своего сына, Джулиана, обучил катанию на коньках в возрасте полутора лет. Работал тренером, помогая южноафриканским фигуристам совершенствоваться в выполнении вращений.

## Результаты
| Соревнования             | 1947 |
| ------------------------ | ---- |
| Чемпионат мира           | 3    |
| Чемпионат Европы         | 4    |
| Чемпионат Великобритании | 1    |